# Ť
Ť ، ť نویسه‌واره‌ای است در الفباهای چکی و اسلواکیایی. این نویسه‌واره آمیزه‌ای است از یک T با هفتکی معمولاً در سوی راست بالای آن. Ť نمایندهٔ آوای /c/ است.

## منبع
Wikipedia contributors, "Ť," Wikipedia, The Free Encyclopedia, http://en.wikipedia.org/w/index.php?title=%C5%A4&oldid=541403523 (accessed June 23, 2014). 